# Los últimos días del disco
The Last Days of Disco es una película estadounidense de 1998, dirigida por Whit Stillman.
Las películas "The Last Days of Disco", "Metropolitano" y "Barcelona", el director las ve a menudo como una trilogía. 

## Argumento
Algunos jóvenes viven en el comienzo de la década de 1980 en la ciudad de Nueva York , que acaban de terminar sus estudios universitarios, en el comienzo de su carrera y pasar la noche en un no muy preciso en la película Night Club. Entre ellos, Josh Neff, que estudió como un fiscal que trabajan en el club después de un traficante de drogas, uno de los amigos es no gerente. Charlotte Pingress coquetea con dos hombres: El fiscal Tom Platt y el hombre anuncio Steinway Jimmy. 
Al final de la película, el dispositivo está cerrado, los visitantes no pueden admitirlo.

## Comentarios
Jay Carr escribió en el Boston Globe , que la película, porque del diálogo inteligente y por la banda sonora de recordar.El fin de los clubes nocturnos también significó el fin de la juventud de los personajes.Chloë Sevigny y Kate Beckinsale que "simbiótica" trabajar juntos. 
Kenneth Turan , escribió en "Los Angeles Times" , el director Whit Stillman haciendo "maravillosas" películas sobre el joven inseguro.Los personajes son, precisamente, elaborado como los personajes de las novelas de Jane Austen. Turan elogió la interpretación de Kate Beckinsale, que, aunque británicos, en la película habla sin acento.

## Premios
Kate Beckinsale fue en 1999, el Círculo de Críticos de Londres Film Award .India fue en 1999 para la canción I Love The Night Life para el premio ALMA nominados.

## Banda sonora

### Lista de canciones
1. I Love the Nightlife - 3:01 (Alicia Bridges)
2. I'm Coming Out - 5:25 (Diana Ross)
3. Got to Be Real - 3:45 (Cheryl Lynn)
4. Good Times - 3:45 (Chic)
5. He's the Greatest Dancer - 3:34 (Sister Sledge)
6. I Don't Know If It's Right - 3:48 (Evelyn "Champagne" King)
7. More, More, More, Pt. 1 - 3:02 (Andrea True Connection)
8. Doctor's Orders - 3:31 (Carol Douglas)
9. Everybody Dance - 3:31 (Chic)
10. The Love I Lost - 6:25 (Harold Melvin & the Blue Notes)
11. Let's All Chant - 3:05 (Michael Zager Band)
12. Got to Have Loving - 8:18 (Don Ray)
13. Shame - 6:34 (Evelyn "Champagne" King)
14. Knock on Wood - 3:52 (Amii Stewart)
15. The Oogum Boogum Song - 2:34 (Brenton Wood)
16. Love Train - 3:00 (O'Jays)
17. I Love the Nightlife (Disco 'Round) - 3:13 (India & Nuyorican Soul)